# NMB和學習君
《NMB和學習君》（日语：NMBとまなぶくん）是一個由關西電視台所製作、主要以關西地區為播放範圍的知識性綜藝節目，也是以關西為主要活動中心的女子偶像團體NMB48的冠名節目之一。由搞笑二人組鐮鼬擔任節目主持人，NMB48為固定班底，自2013年4月11日開始，於每週四深夜24時35分（相當於週五凌晨零時35分）播放，每集長度55分鐘。

## 簡介
《NMB和學習君》是以「跟什麼都不懂的NMB48一起學習學校沒有教、現在才開口問會很不好意思、但今後的人生非得用到不可的種種事物」為核心所企畫的綜藝節目。採棚內拍攝的節目現場被佈置成高中教室，由鐮鼬二人組的山內健司擔任班導師，濱家隆一擔任副班導，約16位NMB48成員扮演班上的學生，每一集節目中再另外邀請資深藝人扮演「留級的學長」（ダブりの先輩），穿著著學生服與NMB48一同坐在台下聽課。
節目的流程主要分為三堂課。在第一堂課「常常聽說但詳情並不清楚的東西」（よく聞くけど詳しくは知らないこと）中，會選擇近期受到注目的話題或熱門關鍵字作為主題，邀請有相關背景的特別來賓擔任客座講師，進行講解介紹。
在第二堂課「學習！世代別排行榜」（学べる！世代別ランキング）中，則是針對每集都不同的一特定主題，分別對屬於不同年齡世代（10至20歲的年輕世代、30至40歲的中年世代，以及50至60歲的成年世代）的一般民眾各50位進行調查，統計其結果以介紹不同世代之間的想法差異。
第三堂課「NMB48的為什麼要我做這些！」（NMB48の何やらしてくれとんねん!）則是由製作單位指定挑戰題目，再由NMB48成員前去完成的外景單元。
在節目末尾，會由班導師們發表當日課堂中表現最好與最糟糕的成員，頒發「小聰明」（かしこ）與「小笨蛋」（ばかこ）徽章，並且在最後的「山內老師的可疑補課」單元中由拿到小笨蛋徽章的成員進行懲罰遊戲。

## 演出者
定期出演
- 鐮鼬（日语：かまいたち (お笑いコンビ)）：主持人。《NMB和學習君》也是鐮鼬的兩名成員首度擔任主持人的節目。
  - 山内健司：飾演班級導師。山內雖然以搞笑藝人作為職業，但其實擁有日本政府核發的教師執照[3]。
  - 濱家隆一：飾演副班導。
- NMB48：每集由16位成員參與演出，扮演班上的學生。在節目中NMB48的成員是穿著專為節目設計的學生服，並且在身上別有名牌。名牌上寫的是每個人的平假名暱稱而非常見寫上姓名的狀況，除此之外名牌上也標示了每個成員的年齡。除了攝影棚內的出場成員外，有部分NMB成員只有在「NMB48的為什麼要我做這些！」單元中以外景成員的身份參與演出，但未曾實際參與棚內攝影。

客座演出
- 「留級的學長」：每集皆由吉本興業旗下的資深搞笑藝人客串，穿著學生服出場。
- 講師：在第一堂課時段中，根據當週主題的不同而邀請來擔任講師的相關領域專家。

## 播放日期與主要內容
| 節目內容 | 節目內容       | 節目內容                | 節目內容             | 節目內容              | 節目內容                                | 節目內容                                            | 節目內容                                              | 節目內容                     | 節目內容                   |
| 集       | 播放日期       | 留級的學長              | 嘉賓講師             | 主題                  | 主題                                    | 主題                                                | 主題                                                  | 當週的小聰明 與小笨蛋        | 當週的小聰明 與小笨蛋      |
| 集       | 播放日期       | 留級的學長              | 嘉賓講師             | 第一堂課              | 第二堂課                                | NMB48的為什麼要我做這些！                           | NMB48的為什麼要我做這些！                             | 小聰明                       | 小笨蛋                     |
| -------- | -------------- | ----------------------- | -------------------- | --------------------- | --------------------------------------- | --------------------------------------------------- | ----------------------------------------------------- | ---------------------------- | -------------------------- |
| 1        | 2013年 4月11日 | 十塊錢                  | 宮崎哲彌             | 消費税                | 學生時代的受歡迎社團 （学生時代モテていた部活）               | 尋訪六個神秘地點並拍照以完成沖繩月曆 （）           | 門脇佳奈子 岸野里香 白間美瑠 山田菜菜                 | 山本彩                       | 渡邊美優紀                 |
| 2        | 4月18日        | 信差會原                | 長沼毅               | 宇宙的神秘            | 學生時代的沒人氣社團 （学生時代の非モテ部活）               | 尋訪六個神秘地點並拍照以完成沖繩月曆 （）           | 門脇佳奈子 岸野里香 白間美瑠 山田菜菜                 | 岸野里香                     | 近藤里奈                   |
| 3        | 4月25日        | 柳吉布森                | 本村健太郎           | 色狼 （チカン）             | 小時候讓人興奮的營養午餐菜色 （子供の頃テンションの上がった給食）       | 尋訪六個神秘地點並拍照以完成沖繩月曆 （）           | 門脇佳奈子 岸野里香 白間美瑠 山田菜菜                 | 小谷里步                     | 近藤里奈 白間美瑠          |
| 4        | 5月2日         | 淺越Goe                 | 竹原信夫             | 關西的經濟            | 生平第一次約會的地點是？ （人生で初めてのデートスポットは？）           | 在犬鳴山修行讓全新的自己重生！ （）                 | 木下春奈 島田玲奈 室加奈子                            | 渡邊美優紀                   | 白間美瑠                   |
| 5        | 5月9日         | 史野勝也                | 山口敏太郎           | 都市傳說              | 兒時吃過的大餐是？ （子供の頃のごちそうといえば？）                 | 在犬鳴山修行讓全新的自己重生！ （）                 | 木下春奈 島田玲奈 室加奈子                            | 山本彩                       | 谷川愛梨                   |
| 6        | 5月16日        | 三浦Mild                | 京師美佳             | 犯罪預防 （）         | -                                       | 在演唱會做出丟臉的事破殼重生！ （）                 | 上西惠 白間美瑠 矢倉楓子                              | 與儀凱拉                     | 谷川愛梨                   |
| 7        | 5月23日        | 柳吉布森                | 森田豐               | 流行性感冒 （インフルエンザ）       | 向美容師打聽！讓人心動的客人 （美容師に聞く！キュンとするお客さん）       | NMB48知名度調查！將NMB48在東京的名聲推廣出去！ （） | 山田菜菜 吉田朱里 小笠原茉由                          | 與儀凱拉                     | 山田菜菜                   |
| 8        | 5月30日        | 小出水（浴帽二人組）    | 石神秀幸             | 拉麵                  | -                                       | NMB48知名度調查！將NMB48在東京的名聲推廣出去！ （） | 山田菜菜 吉田朱里 小笠原茉由                          | 藪下柊                       | 谷川愛梨                   |
| 9        | 6月6日         | 十塊錢                  | Terence Lee          | 意外麻煩的對應法 （まさかのトラブル対処法） | 跟酒店小姐請教「讓男人上鉤的技巧」 （キャバ嬢が教える『男を落とすテクニック』） | NMB48知名度調查！將NMB48在東京的名聲推廣出去！ （） | 山田菜菜 吉田朱里 小笠原茉由                          | 島田玲奈                     | 山本彩                     |
| 10       | 6月13日        | 矢野勝也 （矢野・兵動） | 長沼毅               | 深海的神秘 （深海の神秘）       | -                                       | 為了在電視圈生存，將報導術學起來吧！ （）           | 井尻晏菜 梅原真子 小谷里歩                            | 山本彩                       | 長沼毅                     |
| 11       | 6月20日        | Smile                   | 有利新               | 抗老化 （アンチエイジング）           | -                                       | 為了在電視圈生存，將報導術學起來吧！ （）           | 井尻晏菜 梅原真子 小谷里歩                            | 小谷里步                     | 山田菜菜                   |
| 12       | 6月27日        | 市川義一 （女與男）     | 茂木大輔             | 古典音樂很有趣！ （クラシック音楽はおもしろい!） | -                                       | 在金剛山奪取大阪的尖端頂點吧！ （）                 | 門脇佳奈子 木下春奈 近藤里奈 上西惠                   | 門脇佳奈子                   | 市川義一                   |
| 13       | 7月4日         | 矢野勝也 （矢野・兵動） | 重田美雪 （）        | 印象提升術 （印象アップ術）       | -                                       | 在金剛山奪取大阪的尖端頂點吧！ （）                 | 門脇佳奈子 木下春奈 近藤里奈 上西惠                   | 渡邊美優紀                   | 小谷里步                   |
| 14       | 7月4日         | 藤崎市場                | 森田豐               | 減重 （ダイエット）             | -                                       | 在金剛山奪取大阪的尖端頂點吧！ （）                 | 門脇佳奈子 木下春奈 近藤里奈 上西惠                   | 門脇佳奈子 谷川愛梨 山田菜菜 | 藤崎市場                   |
| 15       | 7月18日        | 十塊錢                  | 本村健太郎           | 詐騙 （詐欺）             | -                                       | 為了成為釣魚偶像把駕船執照考到手吧 （）             | 門脇佳奈子                                            | 渡邊美優紀                   | 島田玲奈                   |
| 16       | 7月25日        | 笑飯                    | 小松和彥             | 妖怪                  | -                                       | 為了成為釣魚偶像把駕船執照考到手吧 （）             | 門脇佳奈子                                            | 岸野里香                     | 白間美瑠                   |
| 17       | 8月1日         | 白米飯                  | 竹原信夫             | 吉祥物經濟 （ゆるキャラビジネス）       | -                                       | 靠著露營說出真心讓羈絆更深刻吧！ （）               | 岸野里香 日下木之實 （） 小林莉加子 近藤里奈 三田麻央 | 三田麻央                     | 小谷里步                   |
| 18       | 8月8日         | 怪獸引擎                | 山口敏太郎           | 未知物種              | -                                       | 靠著露營說出真心讓羈絆更深刻吧！ （）               | 岸野里香 日下木之實 （） 小林莉加子 近藤里奈 三田麻央 | 岸野里香                     | 山田菜菜                   |
| 19       | 8月15日        | 三浦Mild                | 南田裕介             | 新幹線                | -                                       | 完成骨牌來鍛鍊忍耐力吧！ （）                       | 沖田彩華 川上禮奈 木下百花 山岸奈津美                 | 三田麻央                     | 小谷里步                   |
| 20       | 8月22日        | Prima旦那               | 長沼毅               | 南極的神秘            | -                                       | 完成骨牌來鍛鍊忍耐力吧！ （）                       | 沖田彩華 川上禮奈 木下百花 山岸奈津美                 | 加藤夕夏                     | 小笠原茉由 上西惠 吉田朱里 |
| 21       | 8月29日        | 大安                    | 岸博幸               | 酷日本 （Cool Japan） | -                                       | 在第一張專輯的特殊活動中完成機密任務以鍛鍊膽量 （） | 白間美瑠 藪下柊 與儀凱拉 （）                         | 山本彩                       | 川上禮奈                   |
| 22       | 9月5日         | 矢野勝也 （矢野・兵動） | 約翰·穆瓦特·穆羅亞加 | 非洲                  | -                                       | 靠催眠術克服弱點好好成長吧！ （）                   | 古賀成美 小谷里歩 西村愛華                            | 谷川愛梨                     | 岸野里香                   |
| 23       | 9月12日        | 天竺鼠                  | 樋口桂               | 身體的不可思議 （）   | -                                       | 靠催眠術克服弱點好好成長吧！ （）                   | 古賀成美 小谷里歩 西村愛華                            | 岸野里香                     | 村瀨紗英                   |
| 24       | 9月19日        | 市川義一 （女與男）     | Punk町田             | 動物的不可思議 （）   | -                                       | 為了成為有魅力的女性而磨練吧！ （）                 | 島田玲奈 高野祐衣 村瀨紗英                            | 吉田朱里                     | 加藤夕夏                   |
| 25       | 9月26日        | 女子尖峰時間            | 森川友義             | 戀愛學                | -                                       | 為了成為有魅力的女性而磨練吧！ （）                 | 島田玲奈 高野祐衣 村瀨紗英                            | 小笠原茉由 加藤夕夏 矢倉楓子 | 白間美瑠                   |
| 26       | 10月3日        | 香港                    | 柳生九兵衛           | B級美食 （）          | -                                       | 證明能成為釣魚偶像的實力吧！ （）                   | 門脇佳奈子 木下春奈 白間美瑠                          | 谷川愛梨                     | 渡邊美優紀                 |
| 27       | 10月10日       | 十塊錢                  | 石津大               | 文具 （）             | -                                       | 證明能成為釣魚偶像的實力吧！ （）                   | 門脇佳奈子 木下春奈 白間美瑠                          | 吉田朱里                     | 山田菜菜                   |
| 28       | 10月17日       | 大安                    | 森田豐               | 來瞭解癌症 （）       | -                                       | 靠搜救訓練來提高精神力吧！ （）                     | 岸野里香 谷川愛梨 與儀凱拉                            | 島田玲奈                     | 谷川愛梨                   |

## 工作人員
- 旁白：德田祐介
- 劇本：上田信彦、月島純一、Kurayan（くらやん）
- 策劃：勝浦信吾、溝上清加
- 導演：茂野悠介、宮川青、對馬久織、有本匡德、佐久間俊輔
- 製作人：川村徹也、谷垣和歌子、增田幸一郎

## 片尾曲
- 2013年4月11日－：《12月31日》，是NMB48第一張專輯唱片《尖端頂點之上！》（てっぺんとったんで!）的收錄曲之一。

## 外部連結
- 《NMB和學習君》官方網站（页面存档备份，存于）（關西電視台）（日語）

| 日本 關西電視台 星期四 24:35 - 25:30時段                                                                          | 日本 關西電視台 星期四 24:35 - 25:30時段 | 日本 關西電視台 星期四 24:35 - 25:30時段 |
| --- | ---------------------------------------- | ---------------------------------------- |
| | NMB和學習君 （2013年4月11日－）          |                                          |
| 月極！ （） ※24:35 - 25:00 （2013年3月7日－3月28日）代理老婆開始了 （） ※25:00 - 25:30 （2013年1月10日－3月28日） | -                                        |                                          |